# Confolens
Confolens är en kommun i departementet Charente i regionen Nouvelle-Aquitaine i västra Frankrike. Kommunen är chef-lieu för kantonerna Confolens-Nord och Confolens-Sud och är sous-préfecture för arrondissementet Confolens. År 2022 hade Confolens 2 726 invånare.

## Befolkningsutveckling
Antalet invånare i kommunen Confolens
Referens:INSEE

## Galleri

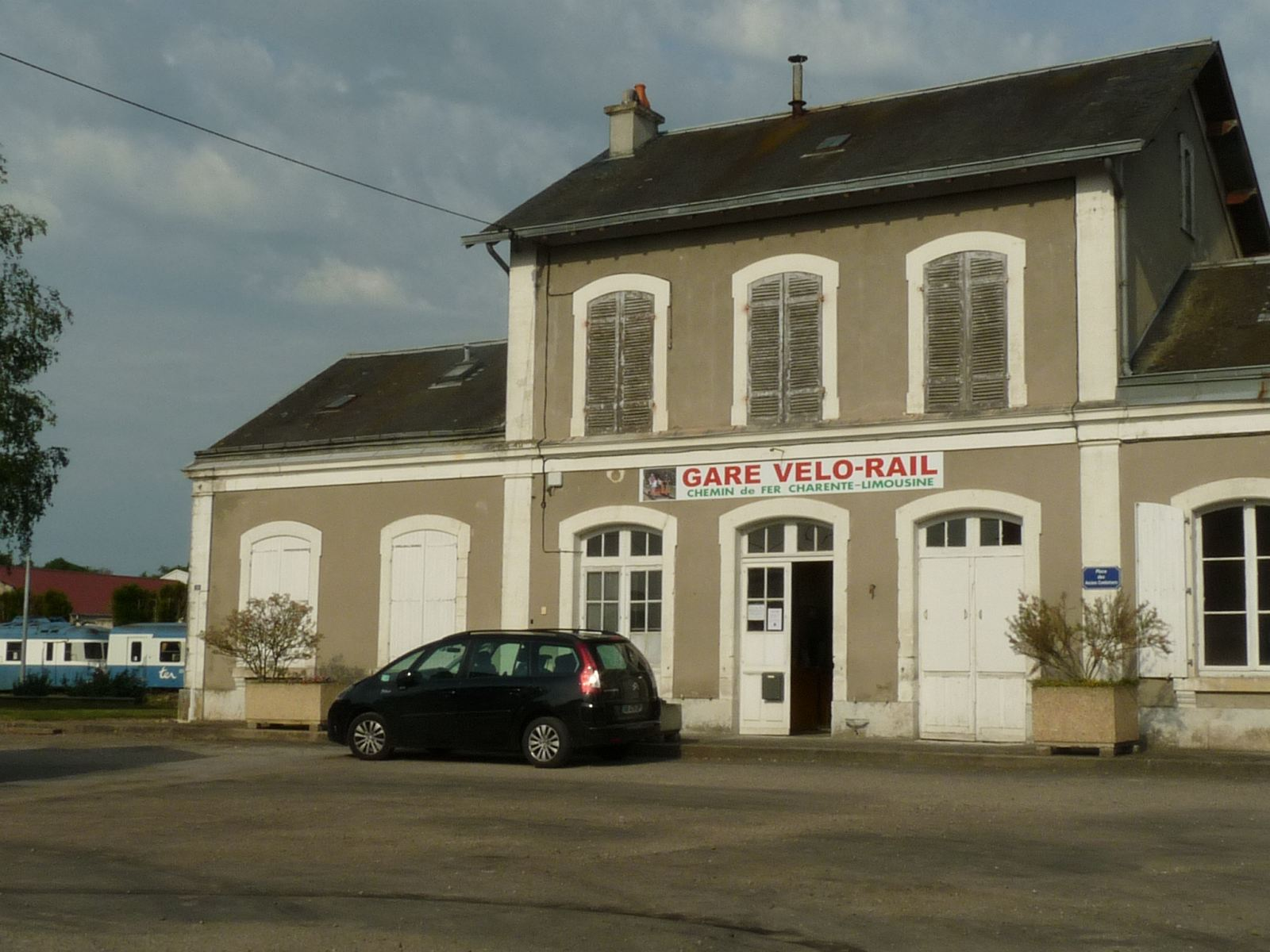
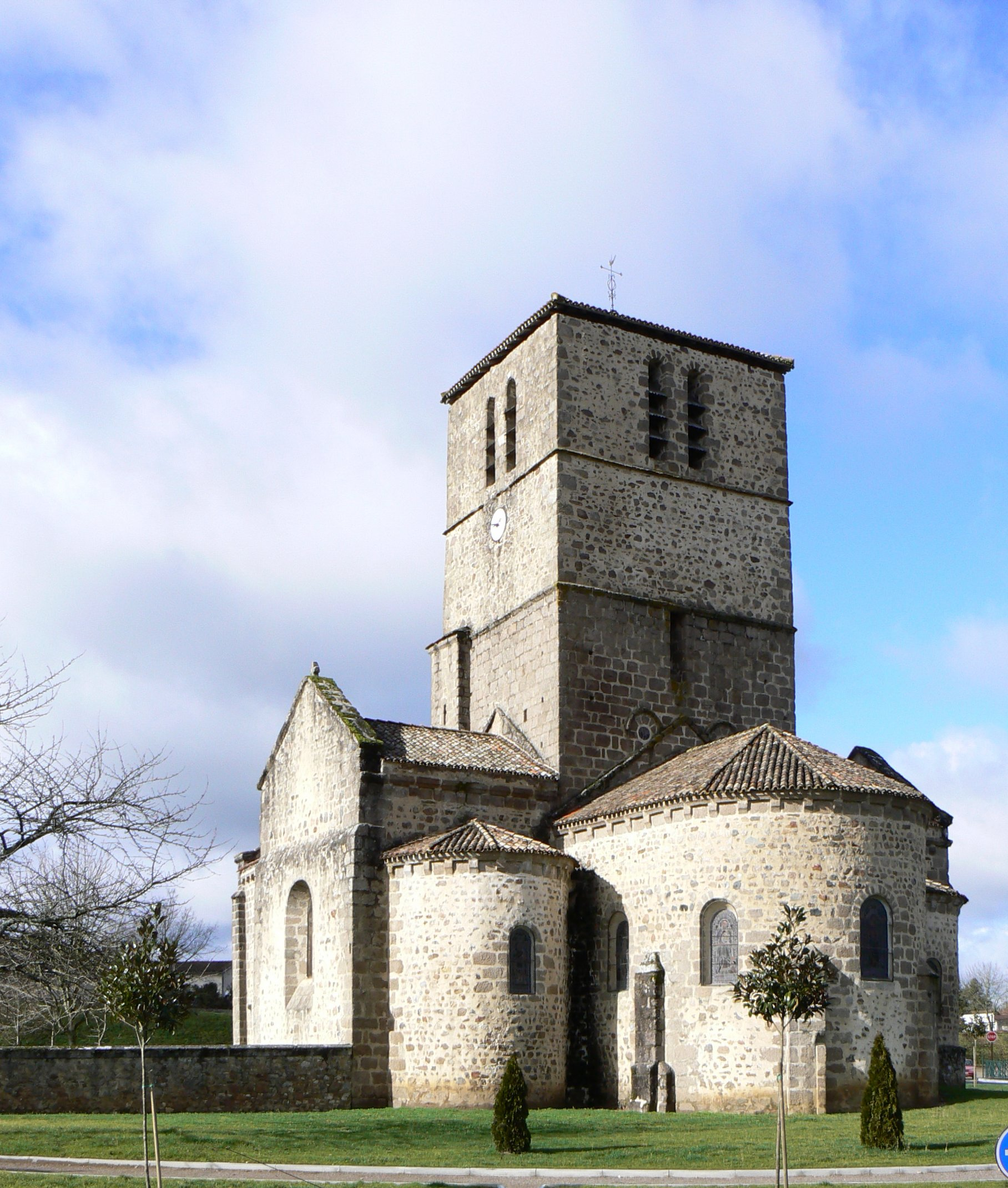
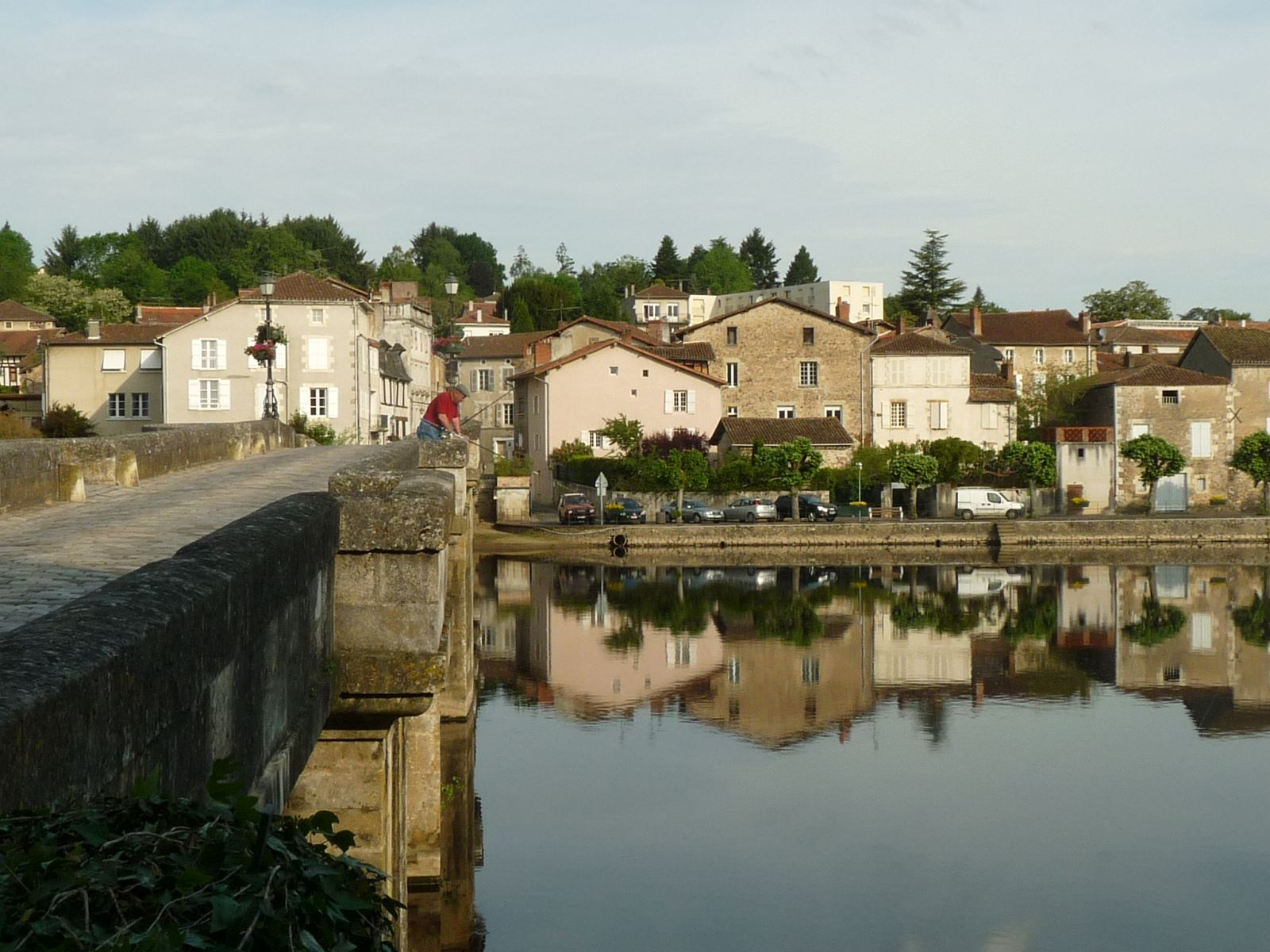
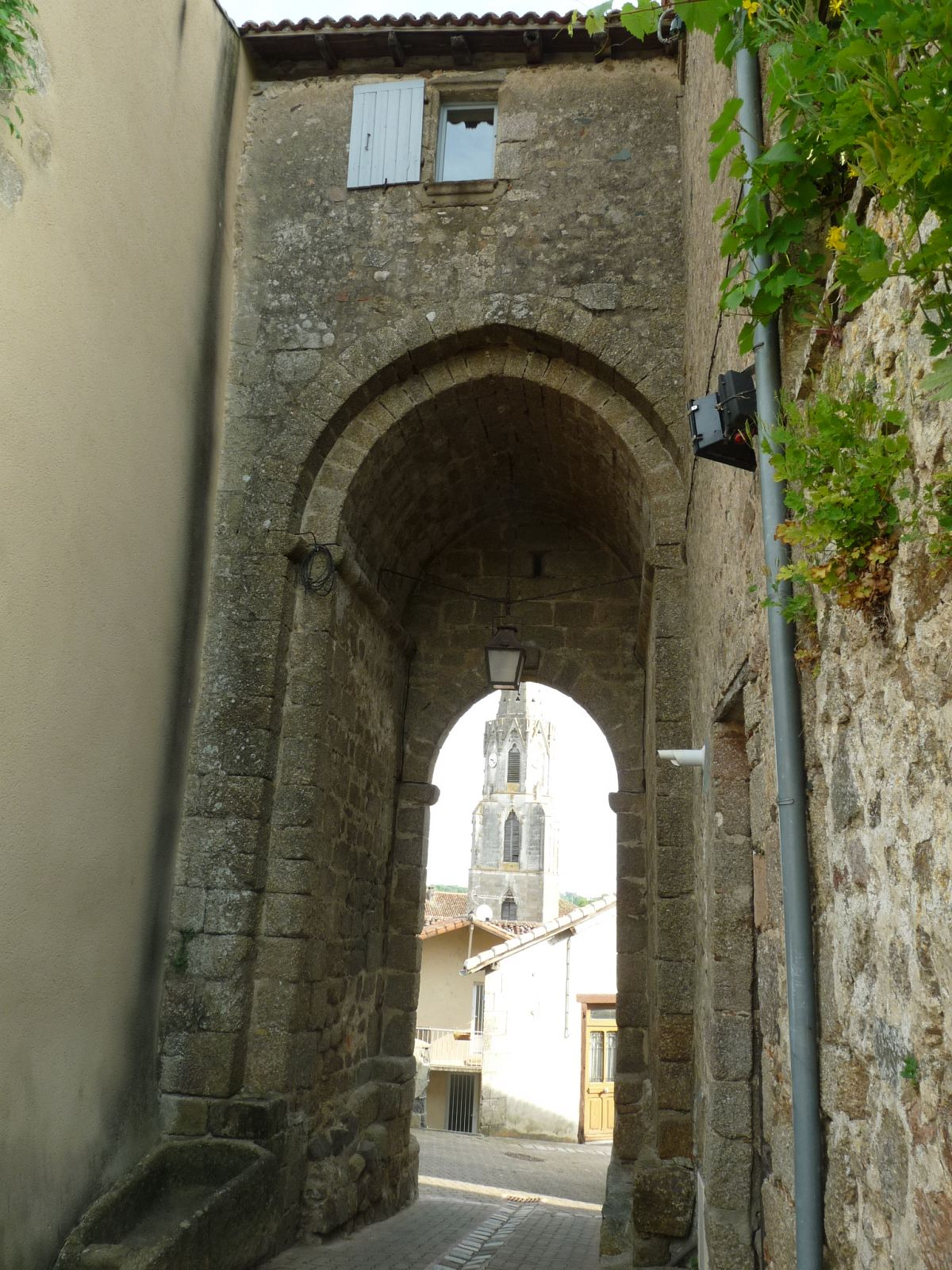
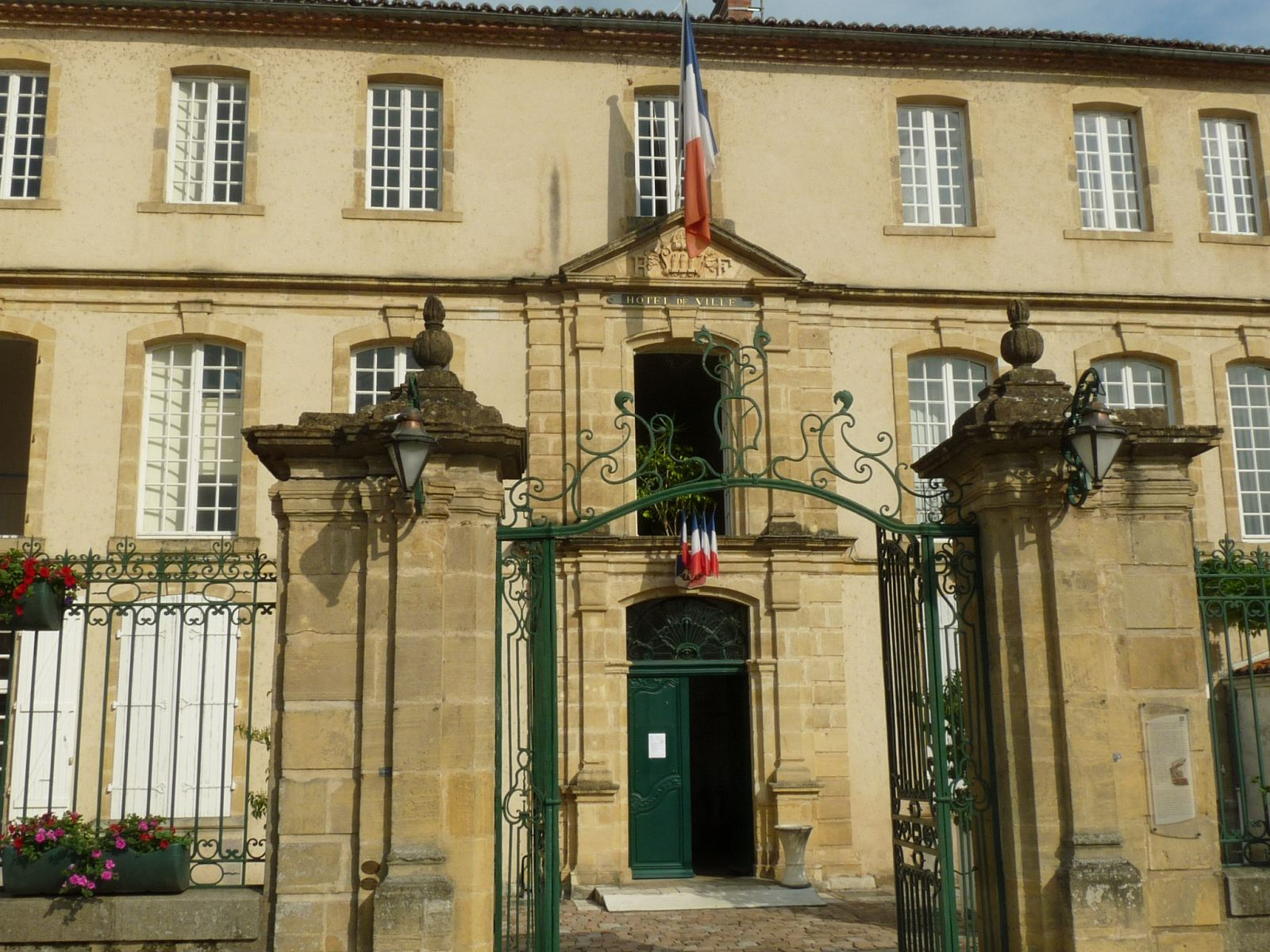
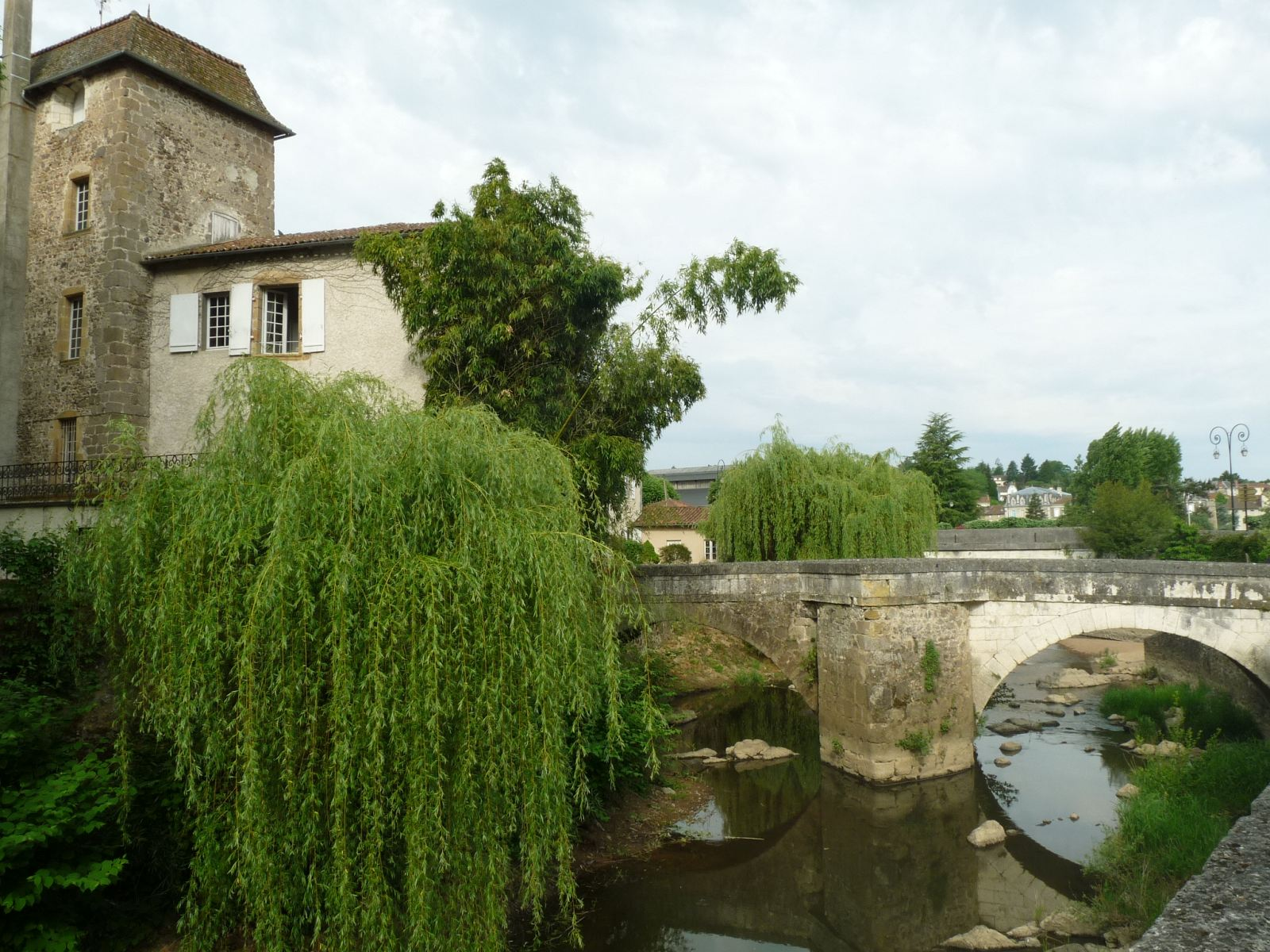
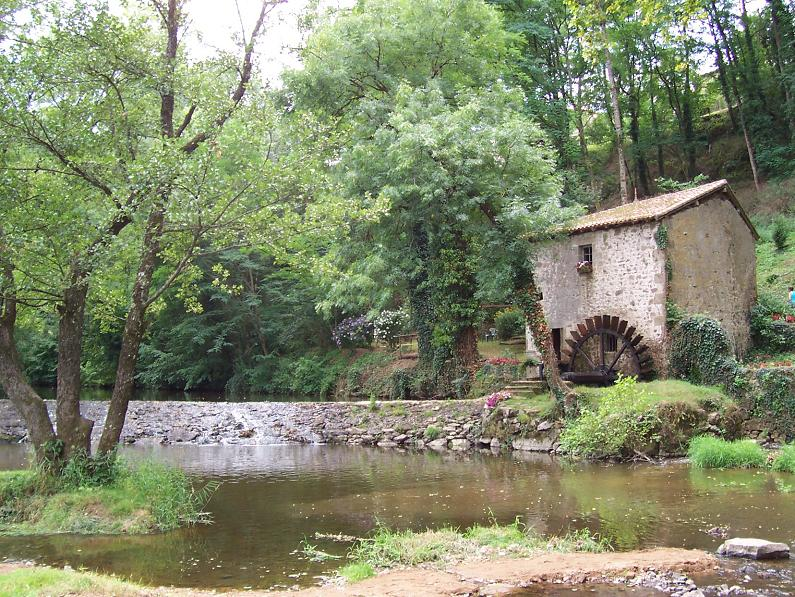